# Мідлсекс (графство, Ямайка)
Мідлсекс (англ. Middlesex County, ям. креол Miglsex Kounti) — найбільше за площею з трьох історичних графств  Ямайки. Адміністративний центр графства - місто Спаніш-Таун, яке одночасно є центром приходу Сент-Катерин.

## Історія
Всі три графства Ямайки були утворені в 1758 році. Центральне графство Ямайки було названо на честь однойменного англійського графства, розташованого також в центрі Англії .

## Населення
За даними 2011 року, в графстві проживає 1 183 361 особа на території 5 041,9 км². За щільністю населення графство займає 2-е місце в країні - 234,31 чол./км² .

## Парафії
Графство розділене на п'ять округ (парафій) (на карті виділено рожевим):
| Графство Мідлсекс |                   |           |                |                        |
| № на карті        | Приход            | Площа км² | Населення 2011 | Адміністративний центр |
| 6                 | Кларендон         | 1 196,3   | 237 024        | Мей-Пен                |
| 7                 | Манчестер         | 830,1     | 185 801        | Мендвіл                |
| 8                 | Сент-Енн          | 1 212,6   | 166 762        | Сент-Еннс-Бей          |
| 9                 | Сент-Катерин      | 1 192,4   | 482 308        | Спаніш-Таун            |
| 10                | Сент-Мері         | 610,5     | 111 466        | Порт-Марія             |
|                   | Графство Мідлсекс | 5 041,9   | 1 183 361      |                        |